# Hjarvard
Hjarvard eller Hjartvar var en skånsk jarl i sagntiden. Han var gift med Skuld, der var halvsøster til danernes konge Rolf Krake. Ifølge Saxos Danmarkshistorie tilskyndede Skuld Hjarvard til at lægge en fælde for Rolf Krake; Rolf Krake blev dræbt, men snart efter mistede Hjarvard livet til den eneste overlevende fra Rolf Krakes hird ved festlighederne over den skånske sejr.
Jarlen Hovall kan være den samme person. Han boede på den gamle kystlinie på vestkysten af Bjære-halvøen i det nordvestlige Skåne, ved det sted der stadig i det 20 århundrede kaldes for Hovals sletten. Den strækker sig ned fra sydsiden af Hallandsåsen, ned til kystlinien. I Ranarpstrand finder man stadig i dag Hovalls havn. Der er også rejst en bautasten; Hovallsstenen, samt et antal gravhøje hvor en bærer hans navn (?) Fordelt ud på sletten finder man flere bautasten og gravhøje. Desuden er der også gamle bygninger på kysten, som kan dateres tilbage til jernalderen.[kilde mangler]